# Campbell (Missouri)
Campbell és una població dels Estats Units a l'estat de Missouri. Segons el cens del 2000 tenia 1.883 habitants.

## Demografia
Segons el cens del 2000, Campbell tenia 1.883 habitants, 853 habitatges, i 499 famílies. La densitat de població era de 572,5 habitants per km².
Dels 853 habitatges en un 28,5% hi vivien nens de menys de 18 anys, en un 40,3% hi vivien parelles casades, en un 14,3% dones solteres, i en un 41,4% no eren unitats familiars. En el 37,5% dels habitatges hi vivien persones soles el 22,2% de les quals corresponia a persones de 65 anys o més que vivien soles. El nombre mitjà de persones vivint en cada habitatge era de 2,21 i el nombre mitjà de persones que vivien en cada família era de 2,9.
Per edats la població es repartia de la següent manera: un 24,7% tenia menys de 18 anys, un 8,2% entre 18 i 24, un 25,9% entre 25 i 44, un 21,3% de 45 a 60 i un 19,9% 65 anys o més.
L'edat mediana era de 38 anys. Per cada 100 dones de 18 o més anys hi havia 81,3 homes.
La renda mediana per habitatge era de 21.838 $ i la renda mediana per família de 27.802 $. Els homes tenien una renda mediana de 24.286 $ mentre que les dones 17.000 $. La renda per capita de la població era de 14.026 $. Entorn de l'11,6% de les famílies i el 20,2% de la població estaven per davall del llindar de pobresa.

## Poblacions més properes
El següent diagrama mostra les poblacions més properes.